# متلازمة الجيب الرصغي
متلازمة الجيب الرصغي اضطراب سريري يسبب الألم في الجيب الرصغي، وهو عبارة عن نفق جانبي في القدم عند تقاطع مؤخر القدم ووسط القدم، بين الكاحل والكعب. في معظم الأحيان، تبدأ متلازمة الجيب الرصغي بعد التواء الكاحل، ولكن، قد تكون هناك أسباب أخرى. هناك مجموعة متنوعة من العلاجات، تنقسم إلى علاجات تحفظية مثل العلاج الطبيعي والتركيبات التقويمية، وعلاجات أكثر توغلًا مثل حقن الكورتيزون. تعد هذه الحالة غير مفهومة إلى حد ما وتخضع لنقاش حاد في المجتمع الطبي.

## الأسباب
قد يكون لمتلازمة الجيب الرصغي مجموعة متنوعة من الأسباب. أكثر هذه الأسباب شيوعًا هو التواء الكاحل الانقلابي، والذي يشكل 70-80% من الحالات، يليه كب القدم، وهو المسؤول عن نحو 20-30% من الحالات. في حالات نادرة، يُعتقد أن النشاط البدني المفرط والأشكال الأخرى من إصابات القدم/الكاحل المزمنة هي السبب.
في حالة الخلل الوظيفي في وتر العضلة الظنبوبية الخلفية الذي يسبب القدم المسطحة، قد تتطور متلازمة الجيب الرصغي أيضًا بسبب الخلل في بنية القدم بأكملها.
يُعتقد أيضًا أن هذه الحالة ناجمة عن عدم استقرار مفصل الكاحل/تحت الكاحل ما يسبب التهابًا في المنطقة.

## الأعراض
تتميز متلازمة الجيب الرصغي بالألم والمضض وعدم الاستقرار/تفاقم الألم عند المشي على أسطح غير مستوية أو أثناء نشاط يتطلب حمل الوزن. يتفاقم الألم أيضًا عند حركات الانقلاب للداخل أو للخارج. يمكن أيضًا أن يحدث ارتخاء في مفاصل الكاحل والقدم. غالبًا ما يحدث تمزق في الأربطة أو تليف مفصلي أو تكيسات عقدية أو ارتكاس المفاصل. في بعض الأحيان، قد تظهر أيضًا تشنجات شظوية وأروح القدم الخلفية مع محدودية حركة التقوس.

## التشخيص
قد تظهر الأشعة السينية بعض الانحشار في منطقة الجيب الرصغي. تشمل الاختبارات التشخيصية الأخرى: تصوير العظام بالأشعة الملونة والأشعة المقطعية والتقييم بالتصوير بالرنين المغناطيسي. قد يحقن الأطباء مخدرًا موضعيًا لحصر المشكلة ضمن الجيب الرصغي. يمكن أيضًا استخدام الأدوية المشعة لتحديد الالتهاب. يمكن إجراء تنظير لمفصل الكاحل لتحديد موقع الأنسجة التالفة. غالبًا ما يتم التشخيص بالاستبعاد لأن متلازمة الجيب الرصغي نادرًا ما تشكل تشخيصًا حاسمًا.

## العلاج

### العلاجات التحفظية
غالبًا ما تُستخدم العلاجات التحفظية (غير الجراحية) أولًا. تشمل العلاجات الممكنة ما يلي:
- أخذ فترة سكون (الراحة)
- الاعتدال في النشاط
- الأحذية الداعمة
- دعامات الكاحل
- العلاج التقويمي
- الأدوية المضادة للالتهابات
- العلاج الطبيعي

مع ذلك، رغم أن العلاجات التحفظية غالبًا ما تكون فعالة، قد تتطلب الحالات المقاومة علاجات أكثر توغلًا مثل:
- حقن الكورتيكوستيرويد في القناة الرصغية
- الستيرويدات الفموية
- الأجهزة التقويمية المخصصة
- العلاج بالتبريد

تعد هذه الأشكال من العلاج فعالة للغاية، رغم كونها توغلية ومكلفة.

### العلاجات الجراحية
العلاجات الجراحية نادرة جدًا ومخصصة للحالات شديدة المقاومة. قد تكون الجراحة مفتوحة (عن طريق إجراء شق) أو مغلقة (عن طريق تنظير المفصل). في حالات القدم المسطحة، تكون متلازمة الجيب الرصغي معقدة بسبب انهيار الأقواس. في هذه الحالات، تتضمن الجراحة إنضار (تنظيف) الجيب الرصغي وإمكانية إعادة بناء هيكل القدم. قد تشمل الجراحة أيضًا إنضار النتوءات العظمية.
في الحالات التي يسبب فيها خلل المفاصل هذه المتلازمة، غالبًا ما تكون الجراحة فعالة جدًا.

## المآل
إذا عولجت متلازمة الجيب الرصغي، يكوم مآلها ممتازًا. يتوقع الشفاء التام، رغم أن بعض المرضى قد يحتاجوا إلى إعادة تأهيل. مع ذلك، قد يحدث الانتكاس في بعض الأحيان، خاصةً إذا خضع المرضى للعلاجات التحفظية فقط. يمكن تشخيص متلازمة الجيب الرصغي بشكل خاطئ على أنها التواء مزمن في الكاحل. قد تتطور متلازمة الجيب الرصغي غير المعالجة إلى ألم مزمن في الكاحل وإعاقة.

## التاريخ
دُرست متلازمة الجيب الرصغي لأول مرة من قبل الطبيب دينيس أوكونور في عام 1957. ادعى أوكونور أن العلاج التحفظي لم يكن فعالًا وأن الجراحة كانت الخيار الفعال الوحيد، واصفًا عملية جراحية يستأصل فيها الجراح أرضية الرباط السطحية وينظف الوسادة الدهنية. ادعى أوكونور أن جميع المرضى الأربعة عشر الذين خضعوا لهذه الجراحة أبلغوا عن تحسن أعراضهم. رغم عدم وجود الكثير من الإجماع في المجتمع الطبي (يزال هذا الاضطراب غير مدروس جيدًا)، أُثبت أن خيارات العلاج الأخرى، بما في ذلك العلاجات التحفظية، مفيدةً منذ ذلك الحين.
منذ وصفها لأول مرة، كانت أسباب المتلازمة محل نزاع أيضًا. في عام 1960، اقترح براون أن الفتق يسبب الألم والانزعاج المرتبط بالمتلازمة. في عام 1981، وصف تيلارد وآخرون تمزق الأربطة كونه سببًا محتملًا. بالإضافة إلى ذلك، ذكر شوارزنباخ وآخرون أن الندبات حول الأوردة قد تشكل مصدر الألم.